# AeroSpin
AeroSpin är en åkattraktion i nöjesparken Liseberg i Göteborg. Attraktionen hade premiär när parken öppnade för sommarsäsongen, 23 april 2016.
Attraktionen består av ett 35 meter högt roterande torn. På tornet sitter tolv armar, med två flygplan på varje arm. Attraktionen har plats för 24 åkande, en per flygplan, och de åkande kan själva styra flygplanets rotation med hjälp av två spakar som styr flygplanets vingar.
Sommaren 2018 inträffade en olycka på en åkattraktion av samma modell på ett nöjesfält i Danmark. När en pojke släppte spakarna på flygplanet fortsatte planet att rotera obehindrat, och roterade totalt över hundra varv vilket ledde till att pojken fick inre blödningar i huvudet och drabbades av lättare blindhet. Efter olyckan i Danmark ändrade Liseberg, på tillverkarens inrådan, vingarna så att de inte gick att vrida lika mycket som tidigare, vilket ledde till att det blev svårare att rotera flygplanen.
Attraktionen är placerad uppe på Lisebergets södra del och är tillverkad av tyska Gerstlauer.

## Bilder

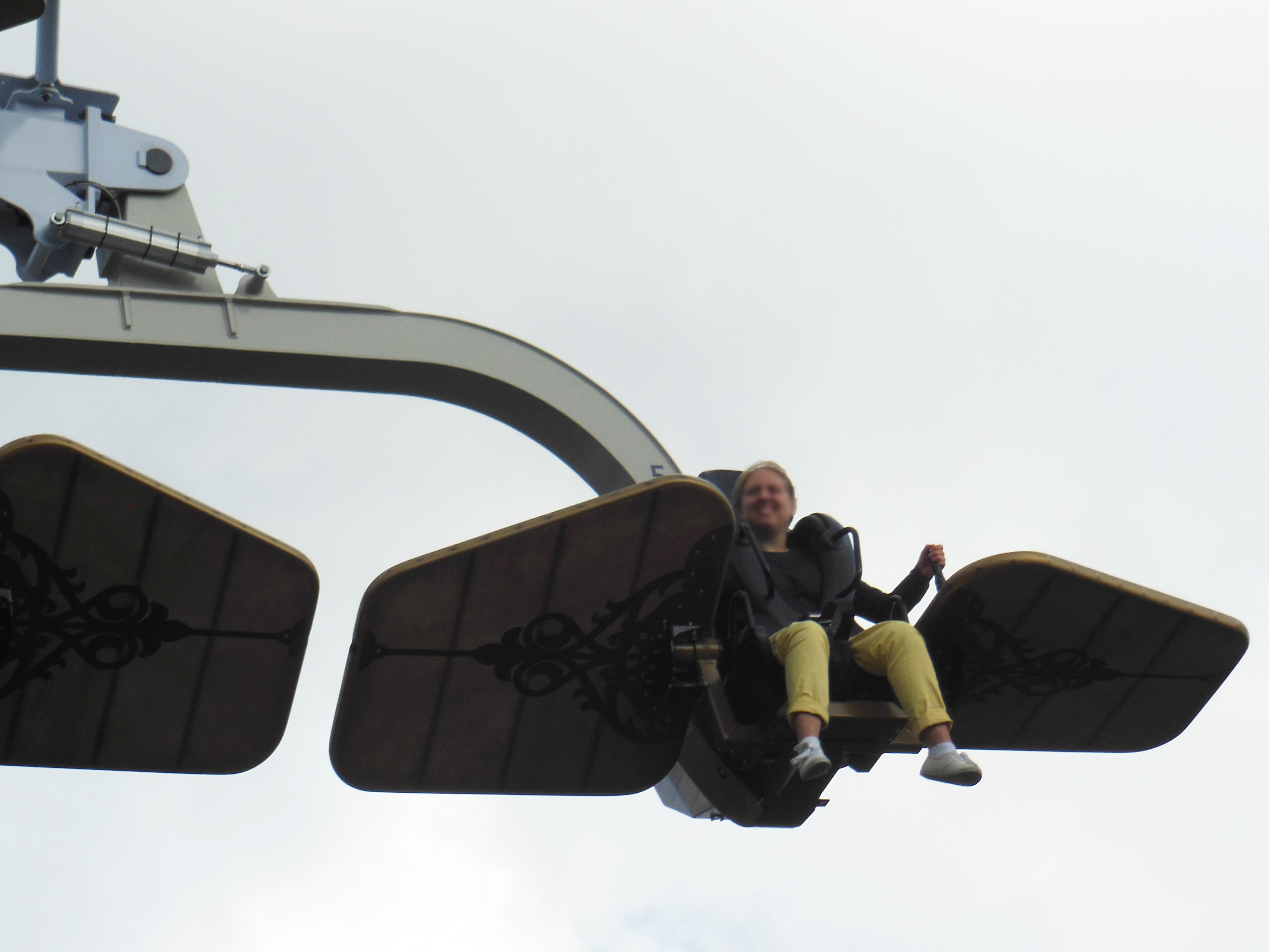
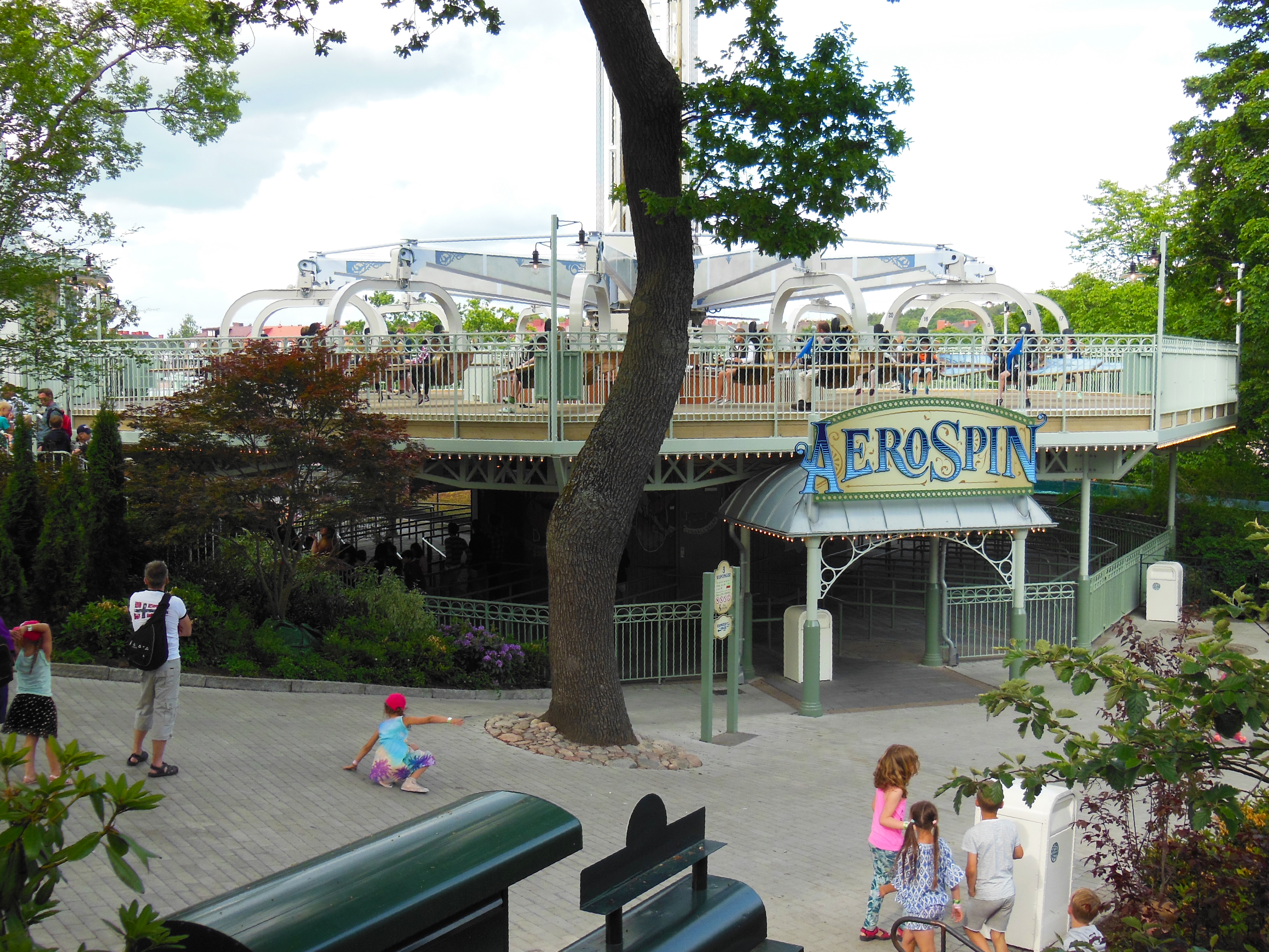
Entrén till attraktionen, med köfållorna under attraktionens bas.
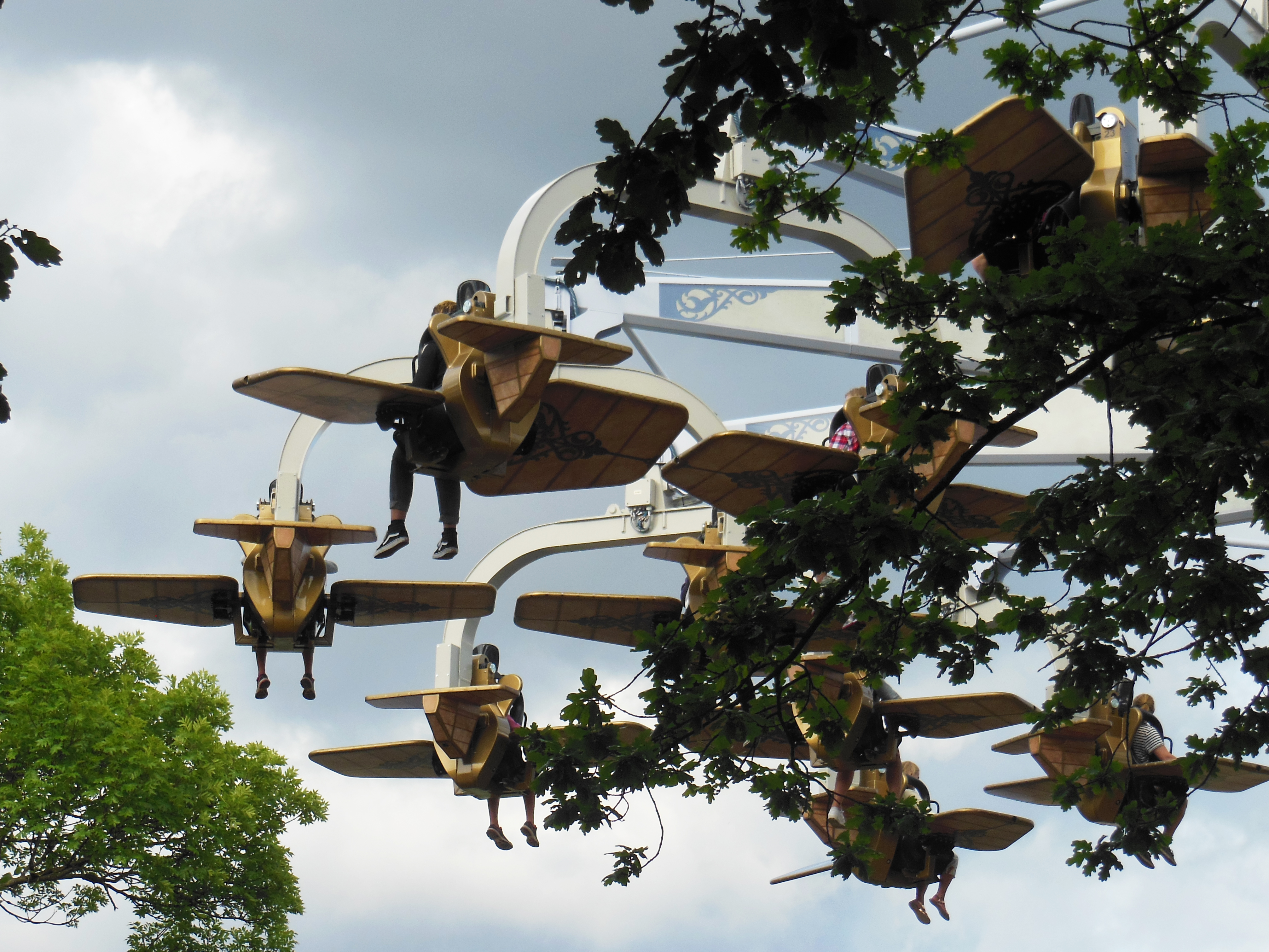
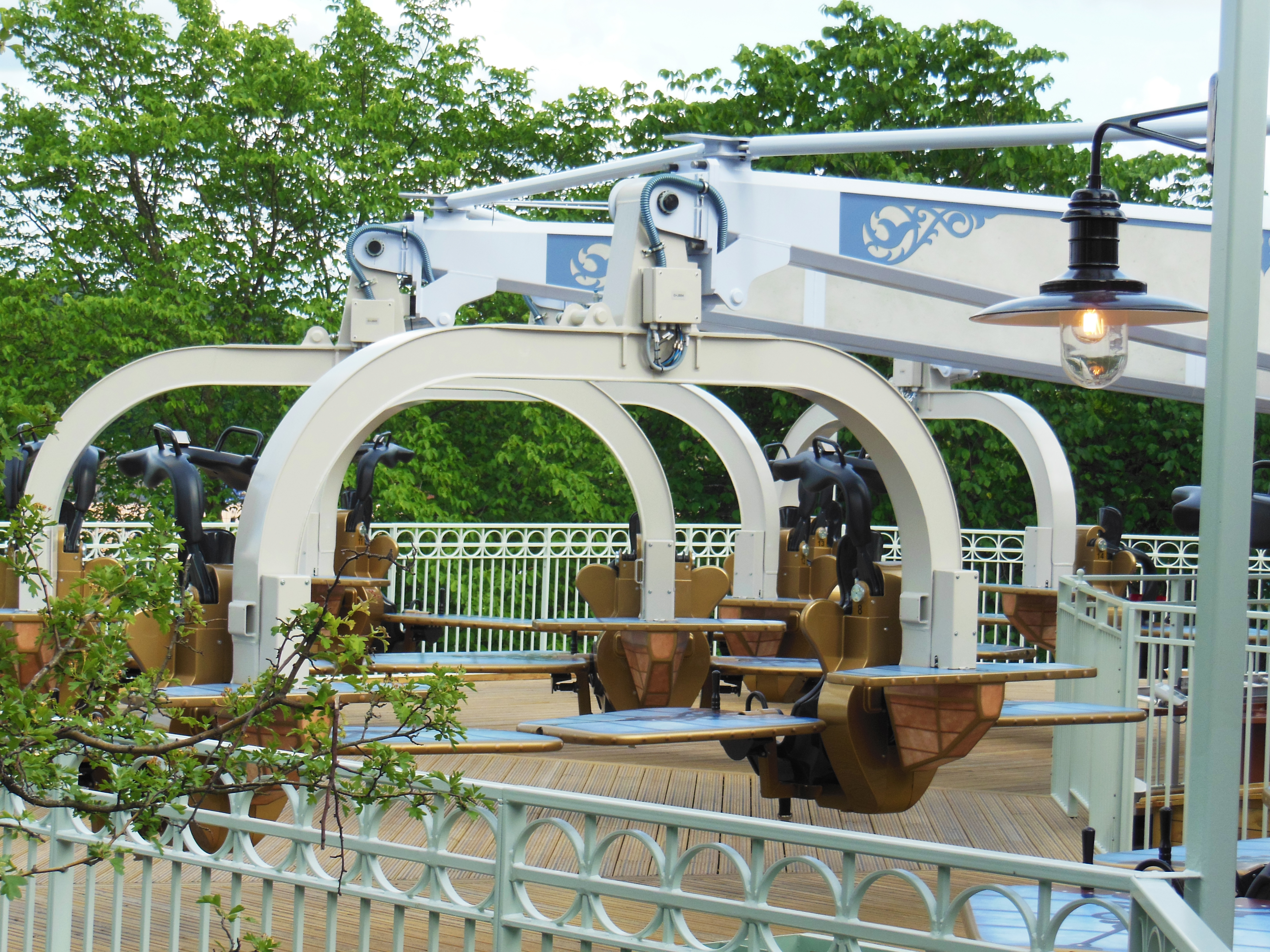
Flygplanen i startläge.